# Barbara Baarsma
Barbara Elisabeth Baarsma, née le 19 novembre 1969 à Leyde, est une économiste néerlandaise, professeur de forces du marché et d'enjeux de compétition à l'université d'Amsterdam.

## Biographie
Née à Leyde, Baarsma grandit à Goeree-Overflakkee, où son père exerce comme oto-rhino-laryngologiste. Après avoir fréquenté l'athénée de Middelharnis, elle étudie le design industriel à l'université de technologie de Delft dès 1988. En 1989, elle intègre l'université d'Amsterdam, où elle obtient une maîtrise (MA) cum laude en économie en 1933 puis un doctorat (PhD) d'économie en 2000 grâce à une thèse intitulée Monetary valuation of environmental goods: Alternatives to contingent valuation et supervisée par Jan Lambooy (en) et Bernard van Praag (en).
Après l'obtention de son diplôme, Baarsma est chercheuse à SEO Economic Research (en), où elle devient directrice du groupe de compétition et de régulation en 2008, puis vice-directrice de l'institut en 2008. À partir de 2009, elle remplace Jules Theeuwes (en) en tant que directrice du SEO. En 2009, elle est nommée professeur de forces du marché et de compétition à l'université d'Amsterdam,. Elle est élue au Conseil socio-économique (en) en 2012.
En 2016, elle quitte SEO Economic Research et est embauchée comme manager chez Rabobank, en parallèle de sa fonction de professeur. Le 1er janvier 2019, elle devient directrice de Rabobank Amsterdam.
Baarsma est conseillère économique de plusieurs institutions étatiques et publiques. Elle est régulièrement invitée dans des émissions de radio et de télévision pour commenter des thèmes d'actualité économique. Elle est invitée à des commissions d'experts du ministre de la Santé Ab Klink et de son successeur Edith Schippers.

## Publications (sélection)
- (en) Barbara Elisabeth Baarsma, Monetary valuation of environmental goods: alternatives to contingent valuation, 2000 (lire en ligne)
- (en) B. E. Baarsma et SEO Amsterdam Economics, The shadow price of aircraft noise nuisance, 2000 (hdl 11245/1.183453)
- (en) Barbara E. Baarsma, « The valuation of the IJmeer nature reserve using conjoint analysis », Environmental and Resource Economics, vol. 25, no 3,‎ 2003, p. 343–356 (DOI 10.1023/A:1024447503683, lire en ligne [archive du 14 mai 2014])
- (en) Bernard Van Praag et Barbara E. Baarsma, « Using Happiness Surveys to Value Intangibles: The Case of Airport Noise* », The Economic Journal, vol. 115, no 500,‎ 2005, p. 224–246 (DOI 10.1111/j.1468-0297.2004.00967.x, lire en ligne [PDF])